# Nahuel Losada
Nahuel Ezequiel Losada (n. Berisso, Buenos Aires, Argentina; 17 de abril de 1993) es un futbolista argentino. Juega como arquero en Lanús de la Liga Profesional Argentina.

## Trayectoria

### Comienzos y Unión de Mar del Plata
Realizó las divisiones inferiores en Estudiantes de La Plata. Sin lugar en el primer equipo de Estudiantes, fue cedido a préstamo a Unión de Mar del Plata por durante toda la temporada 2015 de la Primera B Nacional. Desde la fecha 10 se adueñó del arco del equipo marplatense y desde aquel partido jugó todos los demás encuentros. Al año siguiente fue cedido nuevamente a préstamo a Atlanta para afrontar la temporada 2016 de la Primera B Metropolitana.
El 26 de enero de 2017 firmó a préstamo en All Boys sin cargo y sin opción por 6 meses, al finalizar su vínculo un grupo de socios del club de Floresta compró el 70% de su pase y extendió su vínculo por 4 años.
En el año 2018 fue cedido a préstamo a Deportivo Pasto de Colombia para disputar el Torneo Finalización 2018.

## Clubes
Club Atlético Belgrano
| Club                            | Div.                | Temporada           | Liga  | Liga  | Copas nacionales | Copas nacionales | Torneos internacionales | Torneos internacionales | Total | Total |
| Club                            | Div.                | Temporada           | Part. | Goles | Part.            | Goles            | Part.                   | Goles                   | Part. | Goles |
| ------------------------------- | ------------------- | ------------------- | ----- | ----- | ---------------- | ---------------- | ----------------------- | ----------------------- | ----- | ----- |
| Unión (Mar del Plata) Argentina | 2.ª                 | 2015                | 33    | 0     | —                | —                | —                       | —                       | 33    | 0     |
| Unión (Mar del Plata) Argentina | Total               | Total               | 33    | 0     | 0                | 0                | 0                       | 0                       | 33    | 0     |
| Atlanta Argentina               | 3.ª                 | 2016                | 19    | 0     | —                | —                | —                       | —                       | 19    | 0     |
| Atlanta Argentina               | Total               | Total               | 19    | 0     | 0                | 0                | 0                       | 0                       | 19    | 0     |
| Estudiantes de LP Argentina     | 1.ª                 | 2016-17             | —     | —     | 1                | 0                | —                       | —                       | 1     | 0     |
| Estudiantes de LP Argentina     | Total               | Total               | 0     | 0     | 1                | 0                | 0                       | 0                       | 1     | 0     |
| All Boys Argentina              | 2.ª                 | 2016-17             | 24    | 0     | —                | —                | —                       | —                       | 24    | 0     |
| All Boys Argentina              | 2.ª                 | 2017-18             | 23    | 0     | 1                | 0                | —                       | —                       | 24    | 0     |
| Deportivo Pasto · Colombia      | 1.ª                 | 2018                | 18    | 0     | —                | —                | —                       | —                       | 18    | 0     |
| Deportivo Pasto · Colombia      | Total               | Total               | 18    | 0     | 0                | 0                | 0                       | 0                       | 18    | 0     |
| All Boys Argentina              | 2.ª                 | 2019-20             | 1     | 0     | 1                | 0                | —                       | —                       | 2     | 0     |
| All Boys Argentina              | Total               | Total               | 48    | 0     | 2                | 0                | 0                       | 0                       | 50    | 0     |
| Belgrano Argentina              | 1.ª                 | 2020-24             | -     | 0     | -                | 0                | 0                       | 0                       | 106   | 0     |
|                                 | Total               |                     |       |       |                  |                  |                         |                         |       |       |
| Total en su carrera             | Total en su carrera | Total en su carrera | 85    | 0     | 3                | 0                | 0                       | 0                       | 227   | 0     |
| 1.                              |                     |                     |       |       |                  |                  |                         |                         |       |       |

## Palmarés

### Campeonatos nacionales
| Título           | Equipo   | País      | Año  |
| ---------------- | -------- | --------- | ---- |
| Primera Nacional | Belgrano | Argentina | 2022 |